# Doventor
Doventor ist eine kurze Straße in Bremen. Sie führt durch die aus der alten Stadtbefestigung entstandenen Bremer Wallanlagen. Die Straße beginnt als Verlängerung der Doventorstraße an der Kreuzung Am Wall / Eduard-Schopf-Allee  und geht an der Doventorscontrescarpe in die Daniel-von-Büren-Straße über.
Das ursprüngliche Doventor war ein um 1305 erbautes und um 1804 abgerissenes Stadttor in Bremen. Der Name, Plattdeutsch für „Taubes Tor“, leitet sich daraus ab, dass es zunächst keinen direkten Anschluss an die Hauptwege gab. Zur ausführlichen Darstellung siehe Bremer Stadtbefestigung#Stadttore.
Umgangssprachlich steht Doventor heute auch für das angrenzende Stadtviertel. Eine klare Grenze hat dies nur zur Altstadt und nach Westen, nach Osten ging es fließend in die Bahnhofsvorstadt über. Außer den bereits genannten Straßen erinnern hier auch der Doventorsteinweg und den Doventorsdeich an das Doventor. Vor 1945 war der offizielle Name Doventorsvorstadt, dieses Gebiet war jedoch größer und umfasste auch den heutigen Ortsteil Utbremen im Stadtteil Walle.
Gegenwärtig (Stand: 2024) werden in einer Machbarkeitsstudie Möglichkeiten zur Umgestaltung des Bereichs Doventor untersucht.